# Poučak Mirskog
Poučak Mirskog, matematički poučak iz teorije skupova Nosi ime po matematičaru Leonu Mirskom.
Imamo
- konačan parcijalno uređen skup {\displaystyle P}
- {\displaystyle k} elemenata maksimalnog lanca

Tada postoji 
particija od {\displaystyle P} u točno {\displaystyle k} antilanaca